# 議會大樓 (新斯科舍省)

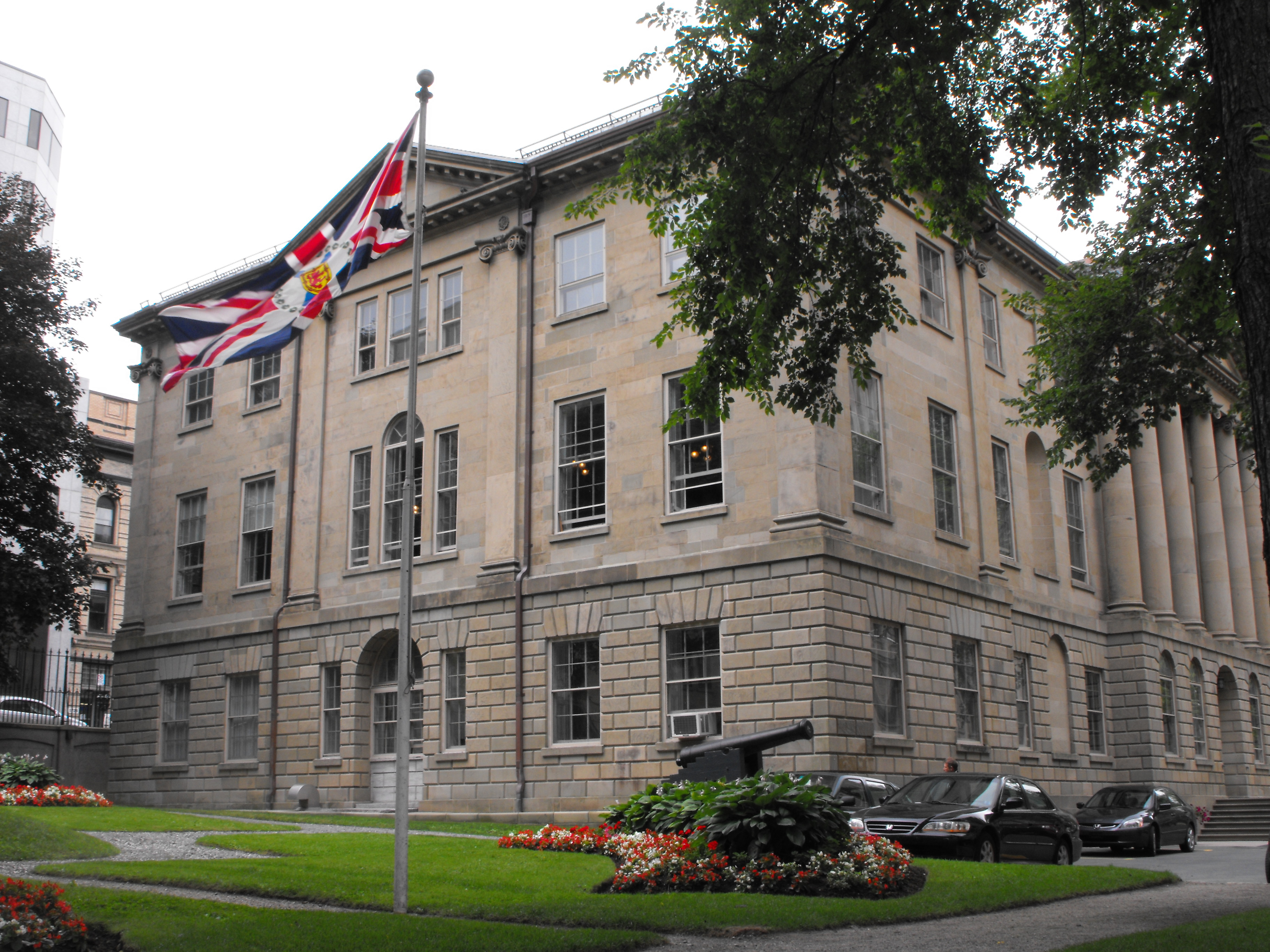

議會大樓（英語：Province House）是加拿大新斯科舍省議會的辦公場所。議會大樓的歷史可以追溯至1819年，是加拿大使用時間最長的議會大樓，也是加拿大歷史最古老的政府辦公建築。